# Steg the Slug
Steg the Slug, o soltanto Steg nelle schermate iniziali, è un videogioco a piattaforme con elementi rompicapo e con una lumaca come protagonista, pubblicato nel 1992 per i computer Amiga, Amstrad CPC, Atari ST, Commodore 64, MS-DOS e ZX Spectrum dalla Codemasters.

## Modalità di gioco
Il giocatore controlla la lumaca Steg che vive nei sotterranei e deve nutrire i suoi piccoli, chiamati T'yungunz (probabile storpiatura di the young ones, "i giovani"), portando delle larve al suo nido. Ci sono 10 livelli, ciascuno un diverso sotterraneo visto in sezione che si sviluppa in verticale, con scorrimento verticale. I T'yungunz si affacciano sorridenti dal nido e sono mostrati anche come icone sotto l'area di gioco, che si trasformano gradualmente in lapidi se non vengono nutriti in tempo.
Steg può strisciare sulle superfici orizzontali e verticali, seguendo il profilo delle piattaforme anche sulle pareti e sui soffitti. Quando è in queste posizioni può anche scegliere di staccarsi e cadere in basso. Le larve vagano a destra e sinistra sui pavimenti e per catturarle Steg le può inglobare con bolle che produce con la bocca. Per generare una bolla bisogna tenere premuto il pulsante, facendo crescere una barra indicatrice del soffio; se non si soffia abbastanza a lungo la bolla non appare, ma se si soffia troppo Steg perde l'energia vitale, indicata da un'altra barra, fino eventualmente alla morte e al game over. Bisogna quindi dosare il tempo di soffio, tenendo conto anche che le larve si muovono.
Le bolle prodotte, con o senza larva, fluttuano verso l'alto, fino a fermarsi contro un soffitto oppure scoppiare liberando la larva se toccano punte, fuoco o ghiaccio. Steg può spingere leggermente le bolle per spostarle di lato, oppure possono essere spinte con forza  da macchine soffianti sparse per lo scenario. A volte ci sono interruttori che controllano i soffiatori o che aprono botole. Sfruttando tutto ciò bisogna far arrivare le larve al nido.
Gli scenari contengono diversi power-up: cibo che ricarica l'energia di Steg, supervelocità, razzi che permettono di volare, gambe bioniche che permettono di camminare e saltare. Molti livelli hanno anche aree segrete (almeno nelle versioni 16 bit e Commodore 64) dove Steg nuota sott'acqua, evitando pesci e raccogliendo bonus.
A ogni livello completato, portando larve a sufficienza fino a far addormentare i T'yungunz, viene data una password per poter ricominciare le partite direttamente da lì.